# Connected
Connected er en dansk kortfilm fra 2009 med instruktion og manuskript af Jens Raunkjær Christensen og Jonas Drotner Mouritsen.

## Handling
En ordløs sci-fi-fortælling om to skikkelser i beskyttelsesdragter, der vandrer gennem et goldt apokalyptisk landskab. De er dybt afhængige af hinanden, da deres åndedræt er forbundet via slanger. Langsomt svækkes de og må kæmpe for overlevelse.